# Konserwator zabytków archeologicznych
Konserwator zabytków archeologicznych – zwyczajowo przyjęty tytuł pracownika służby ochrony zabytków odpowiedzialnego za ochronę zabytków archeologicznych. Do lat 90. XX w. tytuł ten związany był z funkcją kierownika wojewódzkiego ośrodka archeologiczno-konserwatorskiego (WOAK) lub kierownika albo pracownika właściwego działu wojewódzkiego ośrodka badań i dokumentacji zabytków (WOBiDZ) (w niektórych województwach funkcje KZA wykonywały na mocy odpowiedniego porozumienia muzea archeologiczne, np. Muzeum Archeologiczne w Krakowie, Muzeum Archeologiczne w Gdańsku, Muzeum Archeologiczne i Etnograficzne w Łodzi, Muzeum Archeologiczne w Poznaniu, Muzeum Narodowe w Szczecinie). Do połowy lat 90. XX w. KZA posiadali w stosunku do zabytków archeologicznych uprawnienia wojewódzkich konserwatorów zabytków. Od poł. lat 90. XX w. zaczął się proces "powrotu" zadań i uprawnień KZA do wojewódzkich oddziałów Państwowej Służby Ochrony Zabytków/Służby Ochrony Zabytków, a obecnie wojewódzkich urzędów ochrony zabytków (WUOZ). Obecnie tytuł KZA używany jest coraz rzadziej i raczej czysto umownie wobec kierowników inspekcji archeologicznych w WUOZ lub osób pełniących funkcje inspektorów (specjalistów, gł. specjalistów) ds. zabytków archeologicznych.